# Centistes cuspidatus
Centistes cuspidatus är en stekelart som först beskrevs av Alexander Henry Haliday 1833.  Centistes cuspidatus ingår i släktet Centistes och familjen bracksteklar. Arten är reproducerande i Sverige. Inga underarter finns listade.